# 切雷托-达斯蒂
切雷托-达斯蒂（義大利語：Cerreto d'Asti），是意大利阿斯蒂省的一个市镇。总面积3.98平方公里，人口224人，人口密度56.3人/平方公里（2009年）。ISTAT代码为005035。